# Shaunae Miller
Shaunae Miller-Uibo (Nassau, 15 april 1994) is een atlete uit de Bahama's, die gespecialiseerd is in de sprint. Zij nam deel aan drie Olympische Spelen en werd in 2016 en 2021 olympisch kampioene op de 400 m. Daarnaast veroverde zij in 2022 zowel de wereldindoor- als de wereldoutdoor-titel op deze afstand. 

## Biografie

### Eerste juniorsuccessen
Miller deed voor het eerst van zich spreken in 2010 door bij de Carifta Games in Santo Domingo, de kampioenschappen van Midden-Amerika en het Caribisch gebied, bij de junioren tot zeventien jaar de 400 m te winnen in 53,39 s. In datzelfde jaar veroverde zij op de wereldkampioenschappen U20 in Moncton op hetzelfde onderdeel de gouden medaille in een tijd van 52,52. Een jaar later liep zij op de WK voor junioren tot achttien jaar zelfs naar 51,84.

### Professioneel atlete
Nadat Miller in 2012 haar high school-opleiding had beëindigd, ging ze Business en Management studeren aan de Universiteit van Georgia en werd zij opgenomen in het universiteits-atletiekteam. Alvorens hiervoor in actie te komen, maakte zij haar olympisch debuut op de Olympische Spelen in Londen, waar zij  sneuvelde in de kwalificaties.
Het jaar daarop startte zij sterk door bij de NCAA-indoorkampioenschappen voor haar universiteit de titel op de 400 m te veroveren, terwijl zij later dat jaar op de NCAA-outdoorkampioenschappen tweede werd op haar specialiteit. Vervolgens veroverde zij op de Carifta Games bij de junioren drie gouden medailles, te weten op de 200 m, de 400 m en de 4 x 400 m estafette. Het leidde ertoe dat zij van verschillende schoenenfabrikanten lucratieve contracten kreeg aangeboden. Ten slotte koos zij voor een overeenkomst met Adidas en was zij vanaf dat moment professioneel atlete. Daarbij was haar vader met de universiteit van zijn dochter overeengekomen, dat zij haar studie als gewoon studente zou mogen afmaken.

### Olympisch kampioene
Op de wereldkampioenschappen in Moskou kwam Shaunae Miller dat jaar vervolgens uit op de 200 m. Hoewel zij daar met een vierde plaats in 22,74 beslist niet slecht presteerde, bleef zij toch bijna een halve seconde verwijderd van de plaatsen op het erepodium, die werden bezet door de Jamaicaanse Shelly-Ann Fraser-Pryce (goud in 22,17), Murielle Ahouré uit Ivoorkust (zilver in 22,32) en de Nigeriaanse Blessing Okagbare (brons in 22,32). In 2014 eindigde ze op de wereldindoorkampioenschappen echter wel op het erepodium. Op de 400 m werd zij in 52,06 derde achter Francena McCorory (goud in 51,12) en Kaliese Spencer (zilver in 51,54). En een jaar later schoof zij op de WK in Peking opnieuw een plaatsje op. Op de 400 m werd zij in 49,74 tweede achter Allyson Felix, die in 49,52 naar de overwinning snelde.
Dat Miller in 2016 op weg was naar een topvorm, bewees ze al aan het begin van het jaar door op 16 april in eigen land tijdens de Chris Brown Invitational op de 400 m met 49,69 de beste wereldjaartijd neer te zetten. Vervolgens verbeterde zij op 11 juni in Kingston haar eigen nationale record op de 200 m van 22,14 naar 22,05, op twee na de beste wereldjaarprestatie. Dus gold zij op de Olympische Spelen van 2016 in Rio de Janeiro als een belangrijke favoriete voor eremetaal. Die rol maakte zij helemaal waar: Shaunae Miller werd olympisch kampioene op de 400 m, al moest zij er aan de finish een duikvlucht voor nemen. Met een tijd van 49,44 bleef ze er Allyson Felix zeven honderdsten mee voor.

### Goed begin in 2017
In 2017 begon Miller-Uibo het jaar opnieuw goed door op 27 mei bij de Prefontaine Classic, deel uitmakend van de IAAF Diamond League, op de 200 m achter winnares Tori Bowie (eerste in 21,77) tweede te worden in 21,91, alweer een verbetering van haar nationale record. Opvallend was dat zij in deze race zowel olympisch kampioene Elaine Thompson (derde in 21,98) als wereldkampioene Dafne Schippers (vierde in 22,30) achter zich wist te houden.

## Titels
- Olympisch kampioene 400 m - 2016, 2020
- Wereldkampioene 400 m - 2022
- Wereldindoorkampioene 400 m - 2022
- NCAA-indoorkampioene 400 m - 2013
- Carifta Games kampioene 200 m - 2013
- Carifta Games kampioene 400 m - 2013
- Carifta Games kampioene 4 x 100 m - 2013
- Wereldkampioene U20 400 m - 2010
- Wereldkampioene U18 400 m - 2011

## Persoonlijke records
Outdoor
| Onderdeel   | Prestatie              | Datum            | Plaats   |
| ----------- | ---------------------- | ---------------- | -------- |
| 100 m       | 10,98 (+1,4 m/s)       | 25 juli 2020     | Clermont |
| 200 m       | 21,88 s (+0,1 m/s)(NR) | 24 augustus 2017 | Zürich   |
| 400 m       | 48,36 s (ex-AR; NR)    | 6 augustus 2021  | Tokio    |
| verspringen | 6,29 s (+1,5 m/s)      | 15 april 2017    | Clermont |

Indoor
| Onderdeel | Prestatie    | Datum           | Plaats       |
| --------- | ------------ | --------------- | ------------ |
| 60 m      | 7,59 s       | 25 januari 2013 | Fayetteville |
| 200 m     | 23,26 s      | 9 februari 2013 | Blacksburg   |
| 300 m     | 35,45 s (NR) | 3 februari 2018 | New York     |
| 400 m     | 50,08 s      | 9 maart 2013    | Fayetteville |
| 800 m     | 2.12,86 s    | 31 januari 2016 | Birmingham   |

## Palmares

### 200 m
- 2013:  Carifta Games U20 - 22,77 s
- 2013: 4e WK - 22,74 s
- 2017:  WK - 22,15 s

Diamond League-resultaten
- 2017:  Prefontaine Classic - 21,91 s (+1,5 m/s)
- 2018:  Shanghai Golden Grand Prix - 22,06 s (-0,4 m/s)

### 400 m
- 2010:  Carifta Games U17 - 53,39 s
- 2010:  WK U20 - 52,52 s
- 2011:  WK U18 - 51,84 s
- 2012: DNF OS
- 2013:  NCAA-indoorkamp. - 50,88 s
- 2013:  Carifta Games U20 - 51,63 s
- 2013:  NCAA-kamp. - 50,70 s
- 2014:  WK indoor - 52,06 s
- 2014: 6e Gemenebestspelen - 53,08 s ( in ½ fin. 51,58 s)
- 2015:  WK - 49,67 s
- 2016:  OS - 49,44 s
- 2017: 4e WK - 50,49 s
- 2019:  WK - 48,37 s (AR)
- 2021:  OS - 48,36 s (AR)
- 2022:  WK indoor - 50,31 s
- 2022:  WK - 49,11 s

Diamond League-resultaten
- 2015:  Athletissima - 49,92 s
- 2015:  Memorial Van Damme - 50,48 s
- 2016:  Shanghai Golden Grand Prix - 50,45 s
- 2016:  Prefontaine Classic - 50,15 s
- 2016:  London Anniversary Games - 49,55 s
- 2017:  Shanghai Golden Grand Prix - 49,77 s

### 4 x 100 m
- 2013:  Carifta Games U20 - 44,77 s

### 4 x 400 m
- 2014: 7e Gemenebestspelen - 3.34,86

1964: Betty Cuthbert ·
1968: Colette Besson ·
1972: Monika Zehrt ·
1976: Irena Szewińska ·
1980: Marita Koch ·
1984: Valerie Brisco-Hooks ·
1988: Olga Bryzgina ·
1992: Marie-José Pérec ·
1996: Marie-José Pérec ·
2000: Cathy Freeman ·
2004: Tonique Williams-Darling ·
2008: Christine Ohuruogu ·
2012: Sanya Richards-Ross ·
2016: Shaunae Miller ·
2020: Shaunae Miller ·
2024: Marileidy Paulino
1983 Jarmila Kratochvílová ·
1987 Olga Bryzgina ·
1991 Marie-José Pérec ·
1993 Jearl Miles-Clark ·
1995 Marie-José Pérec ·
1997 Cathy Freeman ·
1999 Cathy Freeman ·
2001 Amy Mbacke Thiam ·
2003 Ana Guevara ·
2005 Tonique Williams-Darling ·
2007 Christine Ohuruogu ·
2009 Sanya Richards ·
2011 Amantle Montsho ·
2013 Christine Ohuruogu ·
2015 Allyson Felix ·
2017 Phyllis Francis ·
2019 Salwa Eid Naser ·
2022 Shaunae Miller-Uibo ·
2023 Marileidy Paulino